# Lauri Aus
Lauri Aus (né le 4 novembre 1970 à Tartu, mort le 20 juillet 2003) est un coureur cycliste estonien, actif entre 1995 et 2003.

## Biographie
En 1992, Lauri Aus participe aux Jeux olympiques de Barcelone et s'y classe cinquième de la course en ligne.
Lauri Aus commence sa carrière professionnelle en 1995 dans l'équipe française Mutuelle de Seine-et-Marne. Fort de quatre victoires en 1996, il rejoint son compatriote Jaan Kirsipuu dans l'équipe Casino l'année suivante. Il restera jusqu'à son décès dans l'équipe de Vincent Lavenu, qui devient AG2R Prévoyance en 2000. Grâce à ses talents de sprinter, il remporte notamment un Tour du Limousin, un Tour du Poitou-Charentes, ainsi que le Grand Prix d'Isbergues. En 1999, il se classe cinquième de Milan-San Remo.
En juillet 2003, tandis que ses coéquipiers disputent le Tour de France, il est renversé par un camion sur ses routes d'entraînement en Estonie et décède des suites de ses blessures.
Depuis 2004, un mémorial est organisé la semaine du 20 juillet chaque année à Tartu, sa ville natale.

## Palmarès
- 1989
  - 3e du championnat de la RSS d'Estonie sur route
- 1990
  - 3e du championnat de la RSS d'Estonie sur route
- 1991
  - Scania Tour
  - Saaremaa Velotuur
- 1992
  -  Champion d'Estonie sur route
  - 4e étape du Tour de la Bidassoa
  - 2e de Paris-Mantes
  - 2e de Paris-Bagnoles-de-l'Orne
  - 5e de la course en ligne des Jeux olympiques
- 1993
  -  Champion d'Estonie du contre-la-montre
  - Essor basque :
    - Classement général
    - Prix Bannès
    - Prix des Hôteliers et Cafetiers

  - 2e étape du Grand Prix François-Faber
  - 2e du Circuit de la Nive
- 1994
  -  Champion d'Estonie du contre-la-montre
  - 2e étape du Tour d'Émeraude
  - 1re et 5e étapes du Tour Nivernais Morvan
  - 3e du Tour d'Émeraude
- 1996
  - 2e et 6e étapes du Tour du Poitou-Charentes
  - 3e et 6e étapes du Ruban granitier breton
- 1997
  - Tour du Limousin :
    - Classement général
    - 3e étape

  - 1re étape du Tour de Pologne
  - 2e de Cholet-Pays de Loire
  - 3e du Grand Prix d'Isbergues
  - 7e du championnat du monde sur route
- 1998
  - Classic Haribo
  - Tour du Poitou-Charentes :
    - Classement général
    - 1re étape

  - 1re étape du Tour de l'Oise
  - 2e du championnat d'Estonie contre-la-montre
  - 2e du Tour de l'Oise
  - 3e du championnat d'Estonie sur route
  - 3e des Boucles de Seine Saint-Denis
- 1999
  - Grand Prix d'Isbergues
  - 3e du Tour du Limousin
  - 3e du Tour du Poitou-Charentes
  - 5e de Milan-San Remo
  - 5e du Grand Prix de Plouay
- 2000
  -  Champion d'Estonie sur route
  -  Champion d'Estonie du contre-la-montre
  - 2e du Grand Prix d'ouverture La Marseillaise
- 2001
  - 5e étape du Tour du Poitou-Charentes
  - 3e du Tour du Poitou-Charentes
- 2003
  - 2e du championnat d'Estonie sur route
  - 2e du championnat d'Estonie contre-la-montre
  - 3e des Trois Jours de Flandre-Occidentale

## Résultats sur les grands tours

### Tour de France
2 participations
- 1997 : 124e
- 2000 : abandon (13e étape)

### Tour d'Espagne
2 participations
- 1998 : hors-délai (11e étape)
- 2002 : abandon (8e étape)